# Cerithiopsis diegensis
Cerithiopsis diegensis är en snäckart som beskrevs av Bartsch 1911. Cerithiopsis diegensis ingår i släktet Cerithiopsis och familjen Cerithiopsidae. Inga underarter finns listade i Catalogue of Life.